# ESPY賞
ESPY賞（エスピーしょう、英：ESPY Award）は、アスリートに贈られる賞の一つ。「スポーツ・パフォーマンスの年間最優秀賞」を意味する Excellence in Sports Performance Yearly Award（日本語音写例：エクセレンス イン スポーツ パフォーマンス イヤーリー）の略称で、アメリカ合衆国の大手スポーツ専門放送チャンネルであるESPNが主催する賞であり、発表される月（近年では7月）から数えて過去1年間のパフォーマンス（能力の発揮ぶり）がスポーツ・アスリートの中で最も優れていると評価した人物（男女別）に授与するものである。日本では「アメリカ・スポーツ界のアカデミー賞」と形容されることが多い。
スポーツ分野で分けない総合部門での受賞者は、日本語の場合、男性・女性それぞれを「最優秀男性アスリート」「最優秀女性アスリート」などと呼称するのが通例。
世界のスポーツ・アスリートを評価対象としているが、歴代受賞者のほとんどがアメリカ人であることから分かるとおり、アメリカ人の好みが色濃く反映されている。事実上は、米国もしくは米国とカナダのスポーツ界を舞台にした賞である。

## 概要
第1回の表彰式は、1993年にニューヨークのマディソン・スクエア・ガーデンで執り行われた。当時は生中継で放送された。2002年からは表彰式をMLBオールスターゲームの翌日に行うようになり、ESPNでの放送も次の日曜日に録画したものを流す形に変わった。例外として、2010年は、MLBオールスターゲームがアナハイムで開催されたため、生中継で放送されている。

## 表彰式
- 開催回：開催年月日（曜日）：式典会場（所在地域）：ホスト/プレゼンター（肩書き）
- 第1回：1993年3月4日（木）：マディソン・スクエア・ガーデン（ニューヨーク市マンハッタン区）：デニス・ミラー（コメディアン）
- 第2回：1994年2月14日（月）：マディソン・スクエア・ガーデン：デニス・ミラー （コメディアン）
- 第3回：1995年2月13日（月）：ラジオシティ・ミュージックホール（ニューヨーク市マンハッタン区）：ジョン・グッドマン（俳優）
- 第4回：1996年2月12日（月）：ラジオシティ・ミュージックホール：トニー・ダンザ（俳優）
- 第5回：1997年2月10日（月）：ラジオシティ・ミュージックホール：ジェフ・フォックスワーシー（英語版）（コメディアン）
- 第6回：1998年2月9日（月）：ラジオシティ・ミュージックホール：ノーム・マクドナルド（俳優）
- 第7回：1999年2月15日（月）：ラジオシティ・ミュージックホール：サミュエル・L・ジャクソン（俳優）
- 第8回：2000年2月14日（月）：MGMグランド・ガーデン・アリーナ（ラスベガス）：ジミー・スミッツ（俳優）
- 第9回：2001年2月12日（月）：MGMグランド・ガーデン・アリーナ：サミュエル・L・ジャクソン（俳優）
- 第10回：2002年7月10日（水）：コダック・シアター（現・ドルビー・シアター）（ハリウッド）：サミュエル・L・ジャクソン（俳優）
- 第11回：2003年7月16日（水）：コダック・シアター（現・ドルビー・シアター）：ジェイミー・フォックス（俳優）
- 第12回：2004年7月18日（日）：コダック・シアター（現・ドルビー・シアター）：ジェイミー・フォックス（俳優）
- 第13回 (en) ：2005年7月17日（日）：コダック・シアター（現・ドルビー・シアター）：マシュー・ペリー（俳優）
- 第14回：2006年7月16日（日）：コダック・シアター（現・ドルビー・シアター）：ランス・アームストロング（自転車ロードレース選手）
- 第15回：2007年7月15日（日）：コダック・シアター（現・ドルビー・シアター）：レブロン・ジェームズ（男子バスケットボール選手）、ジミー・キンメル（司会者等）
- 第16回：2008年7月20日（日）：マイクロソフト・シアター（ロサンゼルス）：ジャスティン・ティンバーレイク（シンガーソングライター）
- 第17回 (en) ：2009年7月19日（日）：マイクロソフト・シアター：サミュエル・L・ジャクソン（俳優）
- 第18回 (en) ：2010年7月14日（水）：マイクロソフト・シアター：セス・マイヤーズ（俳優）
- 第19回 (en) ：2011年7月13日（水）：マイクロソフト・シアター：セス・マイヤーズ（俳優）
- 第20回 (en) ：2012年7月11日（水）：マイクロソフト・シアター：ロブ・リグル（俳優）
- 第21回 (en) ：2013年7月17日（水）：マイクロソフト・シアター：ジョン・ハム（俳優）
- 第22回 (en) ：2014年7月16日（水）：マイクロソフト・シアター：ドレイク（ラッパー）
- 第23回 (en) ：2015年7月15日（水）：マイクロソフト・シアター：ジョエル・マクヘイル（俳優）
- 第24回 (en) ：2016年7月13日（水）：マイクロソフト・シアター：ジョン・シナ（プロレスラー）
- 第25回 (en) ：2017年7月12日（水）：マイクロソフト・シアター：ペイトン・マニング（元アメリカンフットボール選手）
- 第26回 (en) ：2018年7月18日（水）：マイクロソフト・シアター：ダニカ・パトリック（女性レーシングドライバー）
- 第27回 (en) ：2019年7月10日（水）：マイクロソフト・シアター：トレイシー・モーガン（俳優）
- 第28回 (en) ：2020年7月21日（火）：新型コロナウイルス感染症の世界的流行により、授賞そのものが無く、開催されなかった。：ラッセル・ウィルソン（アメリカンフットボール選手）、ミーガン・ラピノー（男子サッカー選手）、スー・バード（女子バスケットボール選手）
- 第29回 (en) ：2021年7月10日（土）：サウス・ストリート・シーポートはピア17 (Pier 17) の屋上（ニューヨーク市マンハッタン区）：アンソニー・マッキー（俳優）
- 第30回 (en) ：2022年7月20日（水）：ドルビー・シアター（ハリウッド）：ステフィン・カリー（男子バスケットボール選手）

## 表彰
- 最優秀アスリート賞
- 各スポーツ界の最優秀選手賞

## 受賞者
- 人名の後に添えられていることのある囲み数字は、受賞歴が複数ある場合の累積回数を意味する。
- 男女各部門の表記内容は、受賞者の氏名、スポーツの種類、あれば（ ）丸括弧内に、所属リーグ名。
- 受賞回数最多は、アスリート個人ではタイガー・ウッズ（ゴルフ）の5回、スポーツの種類では男子バスケットボールの9回である（男女合わせれば16回）。女性部門に限っても、やはりバスケットボールの7回が最多。アメリカ人以外で受賞回数最多なのは、2回連続受賞したスウェーデン人のアニカ・ソレンスタム（ゴルフ）である。

| 年     | 最優秀男性アスリート部門                               | 最優秀男性アスリート部門                               | 最優秀女性アスリート部門                               | 最優秀女性アスリート部門                               |                                                        |
| ------ | ------------------------------------------------------ | ------------------------------------------------------ | ------------------------------------------------------ | ------------------------------------------------------ | ------------------------------------------------------ |
| 1993年 | マイケル・ジョーダン                                   | バスケットボール (NBA)                                 | モニカ・セレシュ                                       | テニス                                                 |                                                        |
| 1994年 | バリー・ボンズ                                         | 野球 (MLB)                                             | ジュリー・クローン                                     | 競馬                                                   |                                                        |
| 1995年 | スティーブ・ヤング                                     | アメリカンフットボール (NFL)                           | ボニー・ブレア                                         | スピードスケート                                       |                                                        |
| 1996年 | カル・リプケン・ジュニア                               | 野球 (MLB)                                             | レベッカ・ロボ                                         | バスケットボール (NBA)                                 |                                                        |
| 1997年 | マイケル・ジョンソン                                   | 陸上競技                                               | エイミー・ヴァン・ダイケン                             | 競泳                                                   |                                                        |
| 1998年 | タイガー・ウッズ (1)                                   | ゴルフ                                                 | ミア・ハム                                             | サッカー                                               |                                                        |
| 1998年 | ケン・グリフィー・ジュニア                             | 野球 (MLB)                                             | ミア・ハム                                             | サッカー                                               |                                                        |
| 1999年 | マーク・マグワイア                                     | 野球 (MLB)                                             | チャミーク・ホールドスクロー (1)                       | バスケットボール (NBA)                                 |                                                        |
| 2000年 | タイガー・ウッズ (2)                                   | ゴルフ                                                 | ミア・ハム (2)                                         | サッカー                                               |                                                        |
| 2001年 | タイガー・ウッズ (3)                                   | ゴルフ                                                 | マリオン・ジョーンズ                                   | 陸上競技                                               |                                                        |
| 2002年 | タイガー・ウッズ (4)                                   | ゴルフ                                                 | ビーナス・ウィリアムズ                                 | テニス                                                 |                                                        |
| 2003年 | ランス・アームストロング (1)                           | 自転車ロードレース                                     | セリーナ・ウィリアムズ (1)                             | テニス                                                 |                                                        |
| 2004年 | ランス・アームストロング (2)                           | 自転車ロードレース                                     | ダイアナ・トーラジ                                     | バスケットボール (NBA)                                 |                                                        |
| 2005年 | ランス・アームストロング (3)                           | 自転車ロードレース                                     | アニカ・ソレンスタム (1)                               | ゴルフ                                                 |                                                        |
| 2006年 | ランス・アームストロング (4)                           | 自転車ロードレース                                     | アニカ・ソレンスタム (2)                               | ゴルフ                                                 |                                                        |
| 2007年 | ラダニアン・トムリンソン                               | アメリカンフットボール (NFL)                           | タリーン・モーワット                                   | ソフトボール                                           |                                                        |
| 2008年 | タイガー・ウッズ (5)                                   | ゴルフ                                                 | キャンデース・パーカー                                 | バスケットボール (NBA)                                 |                                                        |
| 2009年 | マイケル・フェルプス                                   | 競泳                                                   | ナスティア・リューキン                                 | 体操競技                                               |                                                        |
| 2010年 | ドリュー・ブリーズ                                     | アメリカンフットボール (NFL)                           | リンゼイ・ボン (1)                                     | スキー                                                 |                                                        |
| 2011年 | ダーク・ノヴィツキー                                   | バスケットボール (NBA)                                 | リンゼイ・ボン (2)                                     | スキー                                                 |                                                        |
| 2012年 | レブロン・ジェームズ (1)                               | バスケットボール (NBA)                                 | ブリトニー・グライナー                                 | バスケットボール (NBA)                                 |                                                        |
| 2013年 | レブロン・ジェームズ (2)                               | バスケットボール (NBA)                                 | セリーナ・ウィリアムズ (2)                             | テニス                                                 |                                                        |
| 2014年 | ケビン・デュラント                                     | バスケットボール (NBA)                                 | ロンダ・ラウジー (1)                                   | 総合格闘技                                             |                                                        |
| 2015年 | ステフィン・カリー                                     | バスケットボール (NBA)                                 | ロンダ・ラウジー (2)                                   | 総合格闘技                                             |                                                        |
| 2016年 | レブロン・ジェームズ (3)                               | バスケットボール (NBA)                                 | ブレアナ・ステュアート                                 | バスケットボール (NBA)                                 |                                                        |
| 2017年 | ラッセル・ウェストブルック                             | バスケットボール (NBA)                                 | シモーネ・バイルズ                                     | 体操競技                                               |                                                        |
| 2018年 | アレクサンドル・オベチキン                             | アイスホッケー (NHL)                                   | クロエ・キム                                           | スノーボード                                           |                                                        |
| 2019年 | ヤニス・アデトクンボ                                   | バスケットボール (NBA)                                 | アレックス・モーガン                                   | サッカー                                               |                                                        |
| 2020年 | 新型コロナウイルス感染症の世界的流行により、授賞なし。 | 新型コロナウイルス感染症の世界的流行により、授賞なし。 | 新型コロナウイルス感染症の世界的流行により、授賞なし。 | 新型コロナウイルス感染症の世界的流行により、授賞なし。 | 新型コロナウイルス感染症の世界的流行により、授賞なし。 |
| 2021年 | トム・ブレイディ                                       | アメリカンフットボール (NFL)                           | 大坂なおみ                                             | テニス                                                 |                                                        |
| 2022年 | 大谷翔平                                               | 野球 (MLB)                                             | ケイティ・レデッキー                                   | 競泳                                                   |                                                        |
| 2023年 | パトリック・マホームズ                                 | アメリカンフットボール (NFL)                           | ミカエラ・シフリン                                     | スキー                                                 |                                                        |
| 2024年 | パトリック・マホームズ (2)                             | アメリカンフットボール (NFL)                           | エイジャ・ウィルソン                                   | バスケットボール (NBA)                                 |                                                        |
| 2025年 | シェイ・ギルジャス＝アレクサンダー                     | バスケットボール (NBA)                                 | シモーネ・バイルズ (2)                                 | 体操競技                                               |                                                        |